# Górecko Kościelne
Górecko Kościelne – wieś w Polsce położona w województwie lubelskim, w powiecie biłgorajskim, w gminie Józefów.
W latach 1975–1998 miejscowość administracyjnie należała do województwa zamojskiego. Według Narodowego Spisu Powszechnego (2011) liczyła 49 mieszkańców i była dwunastą co do wielkości miejscowością gminy Józefów.
Wieś jest siedzibą rzymskokatolickiej parafii św. Stanisława Biskupa Męczennika.

## Charakterystyka i położenie geograficzne
Górecko Kościelne leży na pograniczu Roztocza Środkowego i Równiny Biłgorajskiej, jest otoczone lasami Puszczy Solskiej. Zlokalizowany jest tutaj modrzewiowy kościół parafialny pw. św. Stanisława z XVIII w. Niedaleko kościoła znajduje się cmentarz, na nim groby żołnierzy z 1939 r. oraz z bitwy pod Osuchami. Na przepływającej tędy rzece Szum znajduje się kapliczka "na wodzie" z XIX w., trzecia w tym miejscu. Wewnątrz znajduje się obraz św. Stanisława z XVIII w. Istnieje tutaj także druga kaplica – "pod dębami", w niej znajduje się pień sosny przy którym objawił się św. Stanisław, jego obraz, a także obrazy św. Agnieszki i św. Barbary. Kapliczka ta otoczona jest 6 pomnikowymi dębami szypułkowymi. Najgrubszy z nich miał w 2013 roku obwód 758 cm oraz wysokość – 24 m. Obok kaplicy znajdują się stacje drogi krzyżowej wyrzeźbione z drewna. Przy parafii działa muzeum. Przez wieś przebiega droga powiatowa biegnąca z Górecka Starego do drogi wojewódzkiej nr 853, z którą łączy się we wsi Sigła. Niedaleko Górecka, na rzece Szum, znajduje się lokalna hydroelektrownia.

## Historia
Górecko Kościelne zostało lokowane w 1582 roku. Na początku miejscowość nazywała się Huta lub Wola. W roku 1593 miejscowość została włączona w skład Ordynacji Zamojskiej. W 1648 r. miało tutaj miejsce objawienie św. Stanisława, który uratował wioskę przed spaleniem przez Kozaków oblegających Zamość (patrz: powstanie Chmielnickiego). Po objawieniach wybudowano tutaj 3 kaplice: jedną w miejscu objawienia, drugą nad rzeką Szum, a trzecią w miejscu późniejszego kościoła. 20 lat po objawieniach wybudowano tutaj kościół, jednakże został on zniszczony przez Szwedów na początku XVIII w. W 1768 r. wybudowano obecną, drewnianą świątynię. W 1827 r. we wsiach Górecko Stare i Górecko Kościelne mieszkało łącznie 451 osób.
Podczas wojny obronnej Polski w 1939 r. trwały tutaj ciężkie walki między wojskami polskiego Frontu Północnego a oddziałami niemieckimi. W czerwcu 1943 wieś została wysiedlona i sprowadzeni zostali tutaj Ukraińcy, jednakże ci w obawie przed polskimi partyzantami (patrz: powstanie zamojskie) po kilku dniach opuścili wieś. Rok później, w czerwcu 1944 miała miejsce kolejna pacyfikacja Górecka. W czerwcu 1944 roku 1 Brygada Armii Ludowej im. Ziemi Lubelskiej przerwała tu pierścień okrążenia wojsk niemieckich (w miejscu walk, po wojnie, wzniesiono w tym miejscu pomnik). W lipcu przeprowadzono tutaj kolejną próbę pacyfikacji, jednakże zapobiegli jej polscy partyzanci z AK. W roku 1968 kardynał Karol Wojtyła podarował tutejszej parafii relikwie św. Stanisława.

## Turystyka
Górecko Kościelne, jako miejscowość atrakcyjna turystycznie i o dogodnym położeniu (bliskość Roztocza, Roztoczańskiego Parku Narodowego i Puszczy Solskiej) jest odwiedzane przez bardzo wielu turystów rocznie. Przebiega tędy 5 szlaków turystycznych:
- Szlak walk partyzanckich
  - Szlak pieszy, trasa: Bidaczów Stary – Stary Majdan – Stary Lipowiec – Aleksandrów – Sigła – Osuchy – Fryszarka – Susiec – Łosiniec – Tomaszów Lubelski
- Szlak krawędziowy
  - Szlak pieszy, trasa: Zwierzyniec – Sochy – Florianka – Górecko Stare – Tarnowola – Józefów – Hamernia – Nowiny – Błudek – Susiec
- Szlak im. A. Wachniewskiej
  - Szlak pieszy, trasa: Zwierzyniec – Wojda – Bliżów – Bondyrz – Potok-Senderki – Majdan Kasztelański – Tereszpol – Florianka
- Szlak Puszczański
  - Szlak pieszy, trasa: Górecko Kościelne – Edwardów – Biłgoraj
- Szlak Ziemi Józefowskiej
  - Szlak rowerowy, trasa: Józefów – Fryszarka – Błudek – Nowiny – Majdan Sopocki – Stanisławów – Szopowe – Górecko Stare – Tarnowola – Józefów

## Galeria

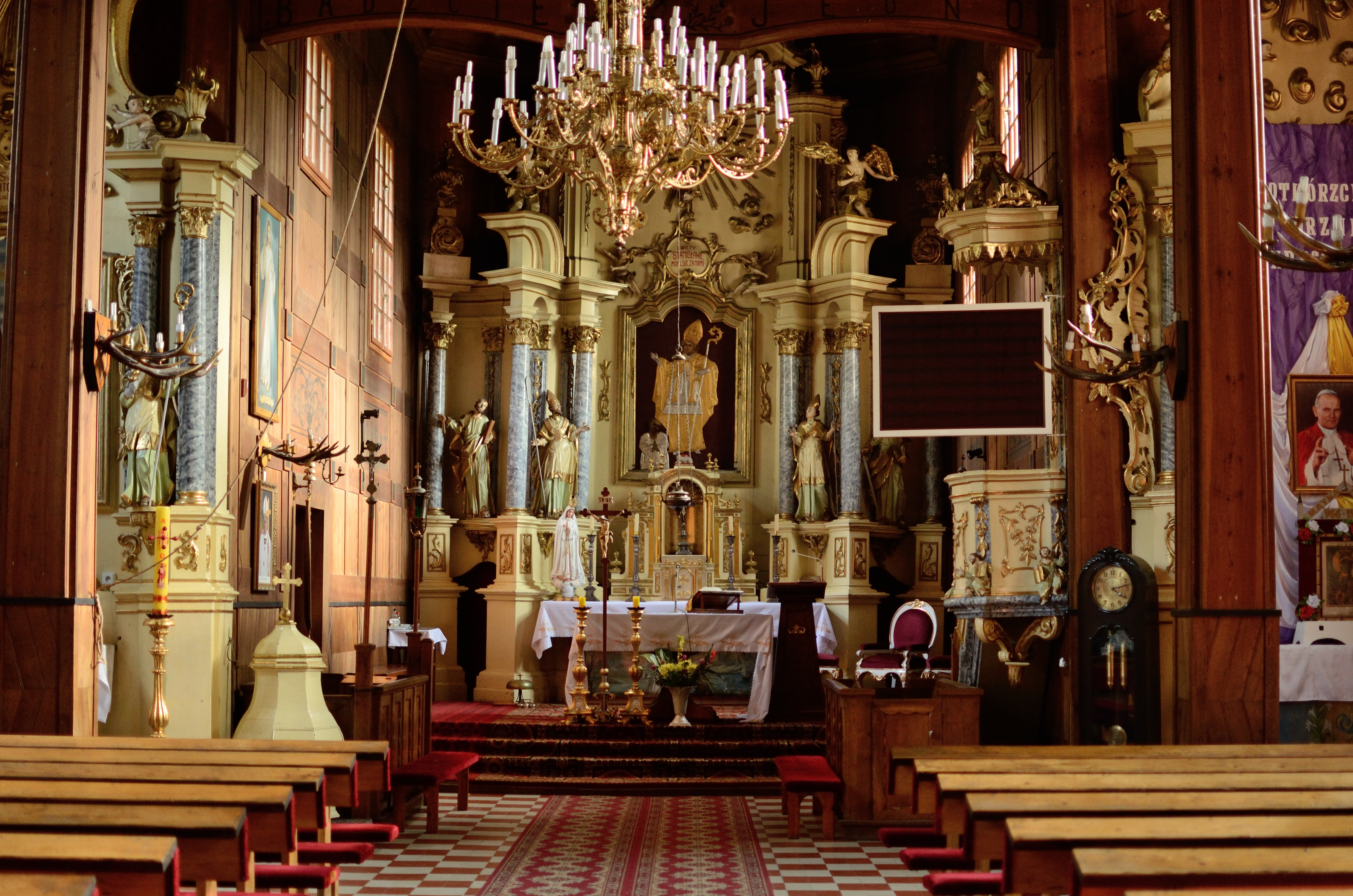
Wnętrze kościoła pw. św. Stanisława Biskupa
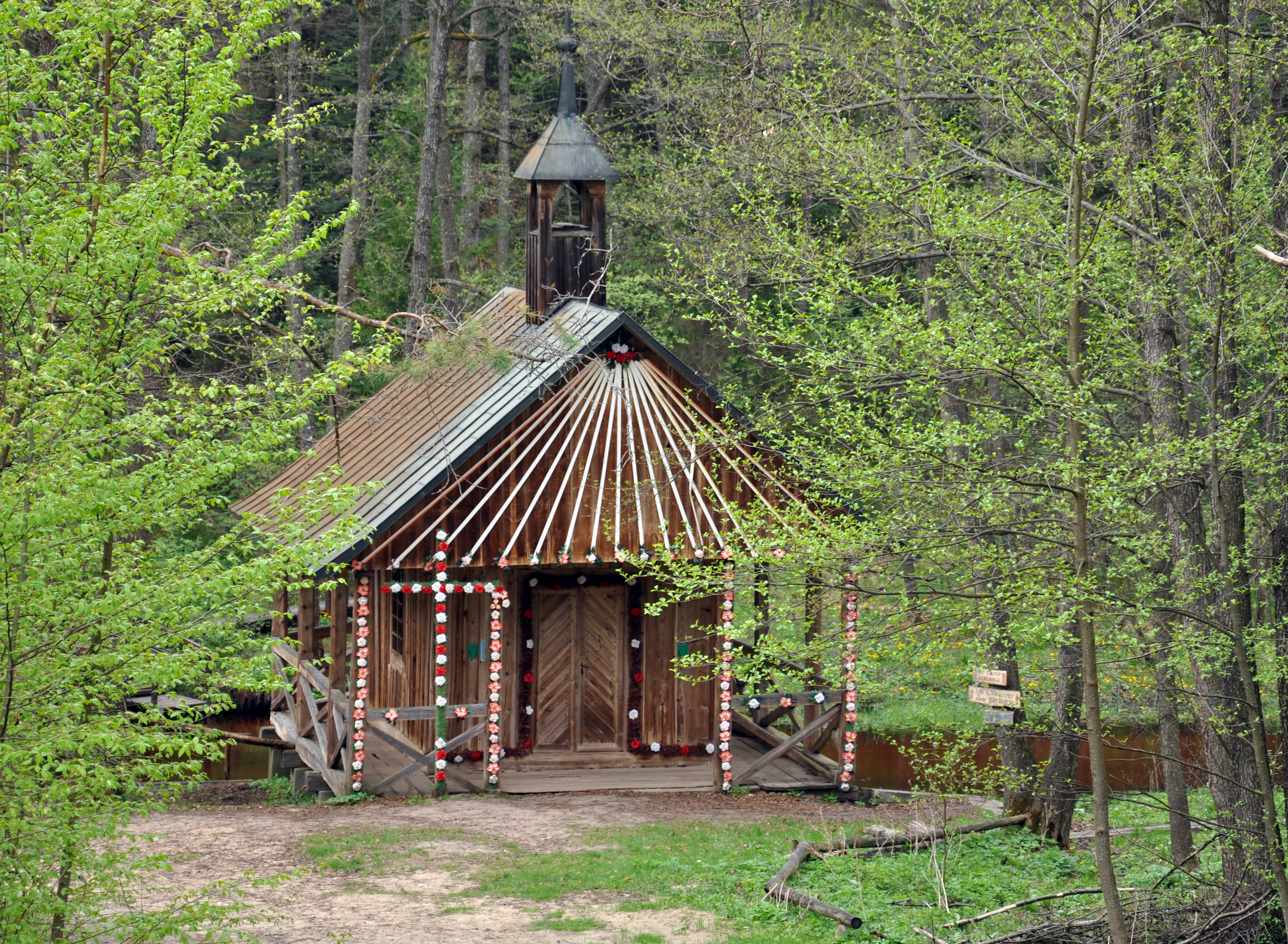
Kapliczka "Na wodzie"
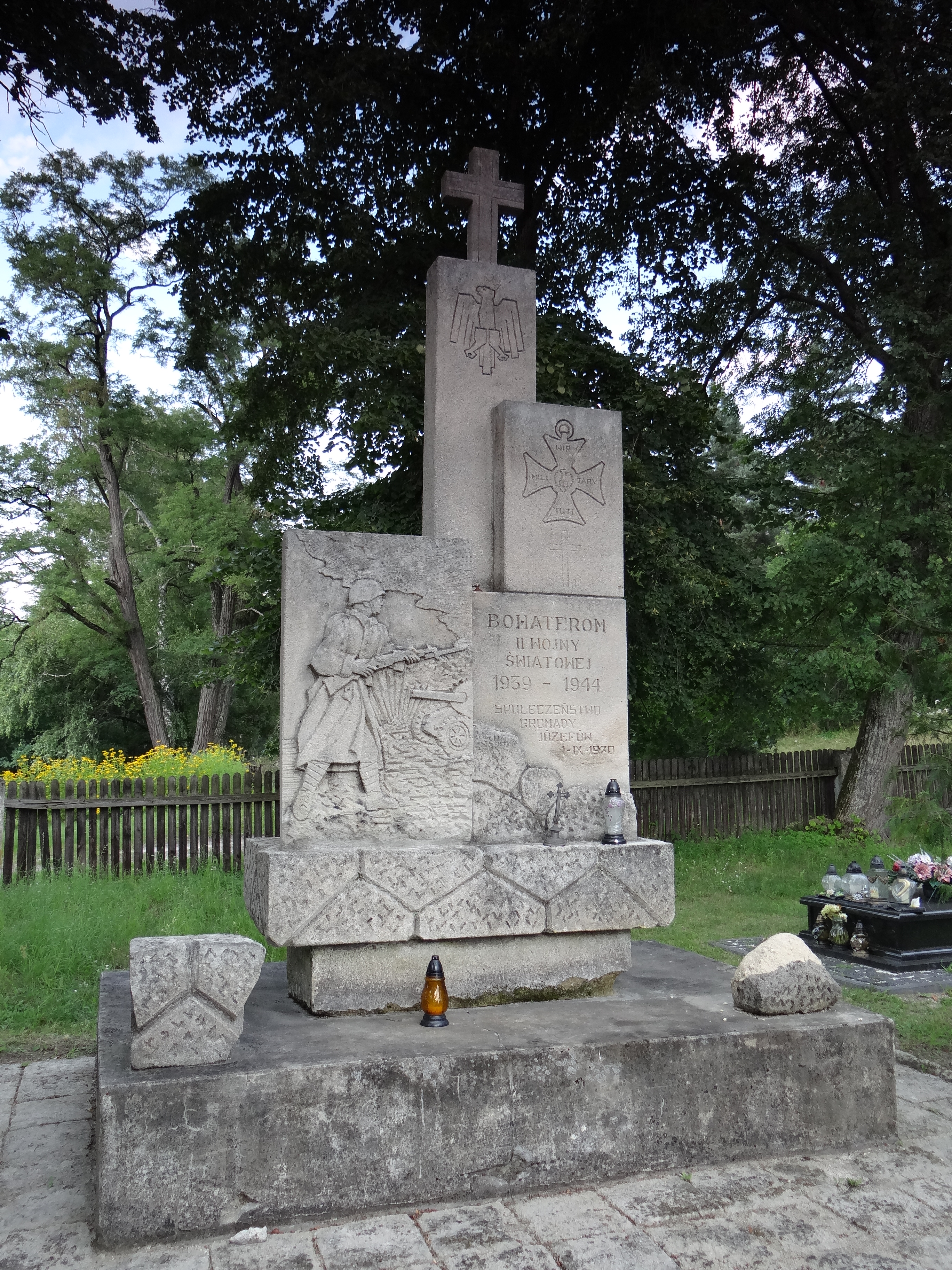
Pomnik bohaterów II WŚ
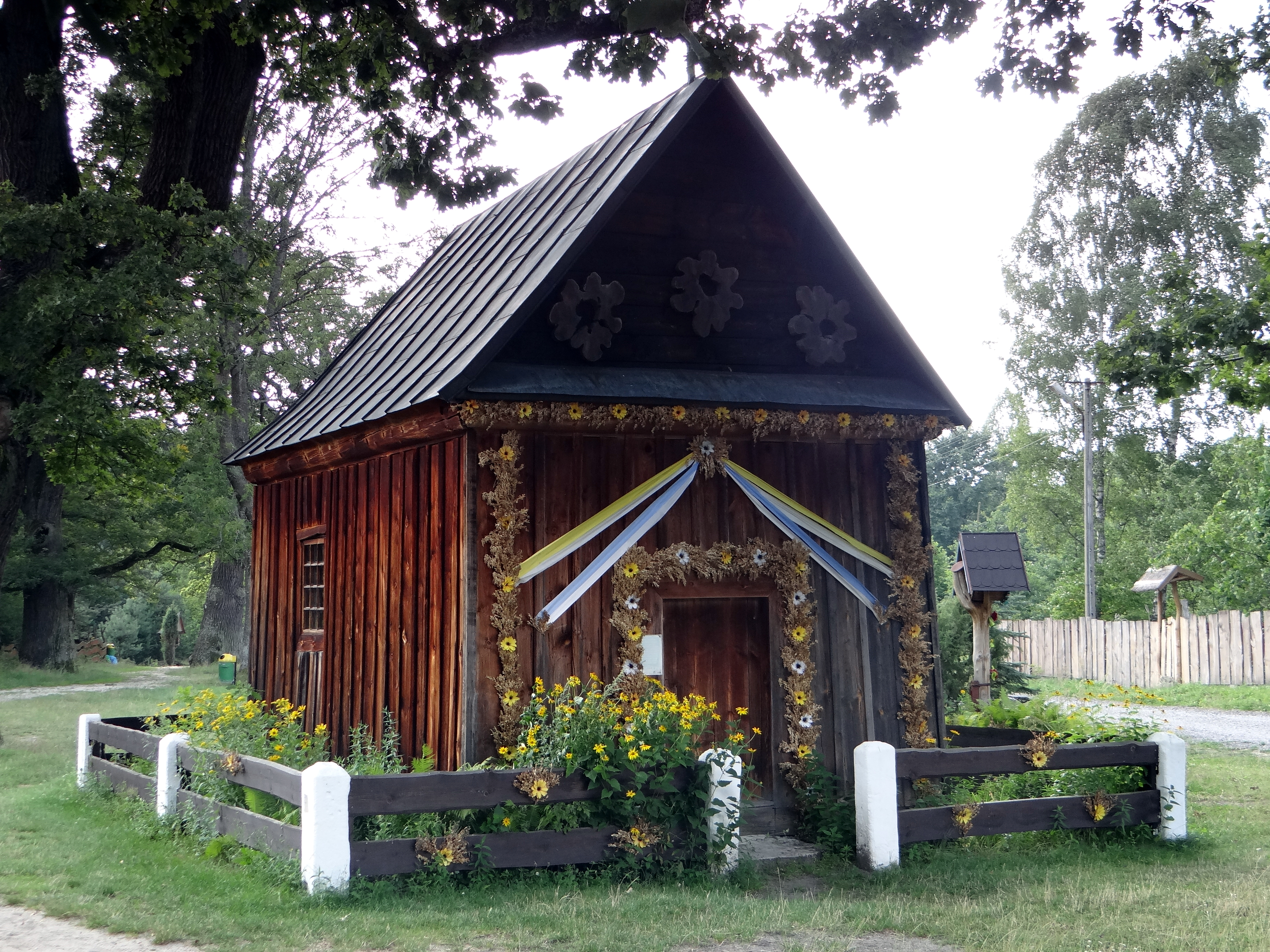
Kapliczka "Pod dębami"
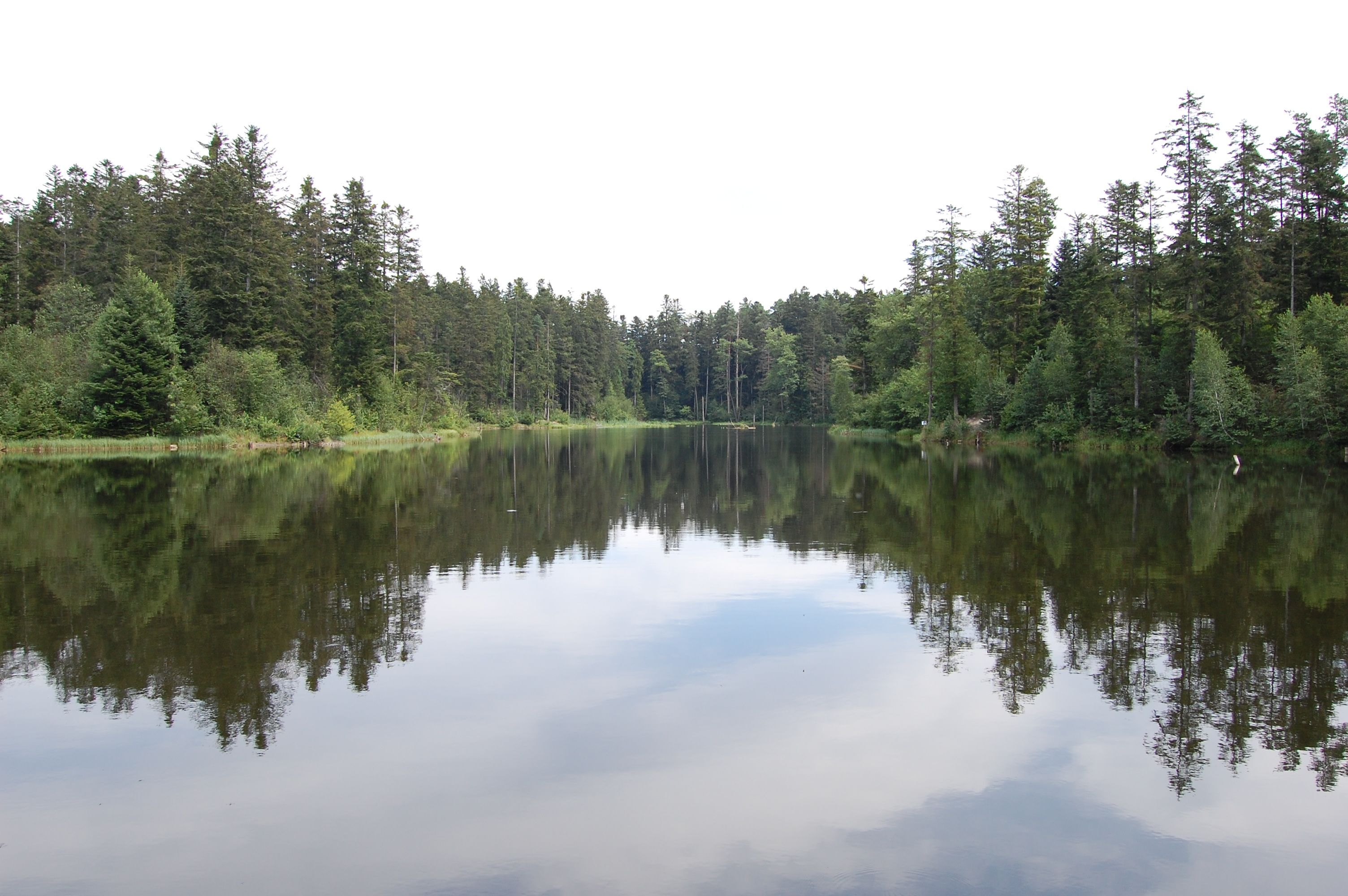
Zbiornik retencyjny na rzece Szum